# Erovnuli Liga 2023
Die Erovnuli Liga 2023 war die 35. Spielzeit der höchsten georgischen Spielklasse im Männerfußball. Sie begann am 25. Februar 2023 und endete am 9. Dezember 2023 mit dem 36. Spieltag.
Titelverteidiger war der FC Dinamo Tiflis. Aufgestiegen waren FC Schukura Kobuleti und FC Samtredia.

## Modus
Die zehn Mannschaften spielten an 36 Spieltagen viermal gegeneinander, zweimal zu Hause, zweimal auswärts. Der Meister spielt in der UEFA Champions League. Der Zweite, der Dritte und der Cupsieger spielen in der UEFA Conference League. Der Letzte stieg direkt ab, der Achte und Neunte musste in die Relegation.

## Vereine
| Verein                | Stadt     | Stadion                        | Kapazität |
| --------------------- | --------- | ------------------------------ | --------- |
| FC Dinamo Tiflis      | Tiflis    | Boris-Paitschadse-Dinamo-Arena | 55.000    |
| FC Dinamo Batumi      | Batumi    | Batumi-Stadion                 | 20.035    |
| FC Torpedo Kutaissi   | Kutaissi  | Ramas-Schengelia-Stadion       | 19.400    |
| FC Samgurali Zqaltubo | Zqaltubo  | 26. Mai-Stadion                | 12.000    |
| FC Telawi             | Telawi    | Municipal-Stadion              | 12.000    |
| FC Dila Gori          | Gori      | Tengis-Burdschanadse-Stadion   | 08.230    |
| FC Samtredia          | Samtredia | Erossi-Mandschgaladse-Stadion  | 05.000    |
| FC Schukura Kobuleti  | Kobuleti  | Chele Arena                    | 04.600    |
| FC Gagra Tiflis       | Tiflis    | Dawid-Petriaschwili-Stadion    | 02.130    |
| FC Saburtalo Tiflis   | Tiflis    | Saburtalo-Stadion              | 01.000    |

## Abschlusstabelle
| Pl. | Verein                     | Sp. | S  | U  | N  | Tore    | Diff. | Punkte |
| --- | -------------------------- | --- | -- | -- | -- | ------- | ----- | ------ |
| 1.  | FC Dinamo Batumi           | 36  | 21 | 11 | 4  | 083:410 | +42   | 74     |
| 2.  | FC Dinamo Tiflis (M)       | 36  | 21 | 8  | 7  | 093:490 | +44   | 71     |
| 3.  | FC Torpedo Kutaissi (P)    | 36  | 16 | 12 | 8  | 055:370 | +18   | 60     |
| 4.  | FC Dila Gori               | 36  | 17 | 9  | 10 | 056:390 | +17   | 60     |
| 5.  | FC Samgurali Zqaltubo      | 36  | 16 | 9  | 11 | 053:510 | +2    | 57     |
| 6.  | FC Saburtalo Tiflis        | 36  | 14 | 9  | 13 | 058:490 | +9    | 51     |
| 7.  | FC Gagra Tiflis            | 36  | 10 | 8  | 18 | 047:650 | −18   | 38     |
| 8.  | FC Telawi                  | 36  | 10 | 7  | 19 | 034:620 | −28   | 37     |
| 9.  | FC Samtredia (N)           | 36  | 9  | 6  | 21 | 050:620 | −12   | 33     |
| 10. | FC Schukura Kobuleti 1 (N) | 36  | 4  | 5  | 27 | 038:112 | −74   | 11     |

Platzierungskriterien: 1. Punkte – 2. Tordifferenz – 3. geschossene Tore

| (M) | amtierender Meister     |
| (P) | amtierender Pokalsieger |
| (N) | Neuaufsteiger           |

## Kreuztabelle
| Hinrunde (Runden 1–18) | Hinrunde (Runden 1–18) | Hinrunde (Runden 1–18) | Hinrunde (Runden 1–18) | Hinrunde (Runden 1–18) | Hinrunde (Runden 1–18) | Hinrunde (Runden 1–18) | Hinrunde (Runden 1–18) | Hinrunde (Runden 1–18) | Hinrunde (Runden 1–18) | 2023                  | Rückrunde (Runden 19–36) | Rückrunde (Runden 19–36) | Rückrunde (Runden 19–36) | Rückrunde (Runden 19–36) | Rückrunde (Runden 19–36) | Rückrunde (Runden 19–36) | Rückrunde (Runden 19–36) | Rückrunde (Runden 19–36) | Rückrunde (Runden 19–36) | Rückrunde (Runden 19–36) |
| ---------------------- | ---------------------- | ---------------------- | ---------------------- | ---------------------- | ---------------------- | ---------------------- | ---------------------- | ---------------------- | ---------------------- | --------------------- | ------------------------ | ------------------------ | ------------------------ | ------------------------ | ------------------------ | ------------------------ | ------------------------ | ------------------------ | ------------------------ | ------------------------ |
| DTI                    | DBA                    | DIL                    | ZQA                    | TOR                    | SAB                    | TEL                    | GAG                    | KOB                    | SAM                    | Verein                | DTI                      | DBA                      | DIL                      | ZQA                      | TOR                      | SAB                      | TEL                      | GAG                      | KOB                      | SAM                      |
|                        | 1:2                    | 1:2                    | 2:0                    | 2:1                    | 1:3                    | 6:1                    | 0:0                    | 4:4                    | 4:0                    | FC Dinamo Tiflis      |                          | 6:2                      | 3:1                      | 5:2                      | 1:1                      | 1:0                      | 4:0                      | 0:1                      | 4:2                      | 3:0                      |
| 2:2                    |                        | 0:2                    | 2:0                    | 1:1                    | 3:1                    | 2:0                    | 3:1                    | 2:1                    | 3:2                    | FC Dinamo Batumi      | 2:2                      |                          | 1:1                      | 4:1                      | 2:2                      | 2:1                      | 3:0                      | 3:0                      | 5:0                      | 1:1                      |
| 1:2                    | 1:1                    |                        | 0:3                    | 5:0                    | 1:1                    | 6:1                    | 1:0                    | 2:0                    | 1:0                    | FC Dila Gori          | 0:3                      | 1:3                      |                          | 2:0                      | 0:1                      | 3:0                      | 3:1                      | 1:0                      | 5:1                      | 1:3                      |
| 2:1                    | 1:1                    | 2:2                    |                        | 0:0                    | 2:1                    | 1:0                    | 1:0                    | 4:1                    | 2:1                    | FC Samgurali Zqaltubo | 0:2                      | 3:2                      | 1:0                      |                          | 0:0                      | 1:0                      | 0:1                      | 2:2                      | 5:0                      | 0:3                      |
| 2:3                    | 0:0                    | 0:0                    | 1:3                    |                        | 0:3                    | 2:1                    | 3:1                    | 1:2                    | 1:0                    | FC Torpedo Kutaissi   | 2:2                      | 0:3                      | 1:0                      | 0:0                      |                          | 5:0                      | 2:1                      | 4:1                      | 0:9                      | 2:0                      |
| 2:1                    | 3:3                    | 0:0                    | 5:1                    | 0:0                    |                        | 3:0                    | 3:0                    | 2:1                    | 2:0                    | FC Saburtalo Tiflis   | 0:3                      | 0:0                      | 1:2                      | 2:2                      | 1:3                      |                          | 0:1                      | 5:0                      | 5:1                      | 0:0                      |
| 2:2                    | 1:4                    | 2:2                    | 0:1                    | 1:0                    | 0:3                    |                        | 0:0                    | 0:0                    | 0:1                    | FC Telawi             | 2:2                      | 2:1                      | 2:1                      | 2:1                      | 1:2                      | 3:0                      |                          | 0:1                      | 0:1                      | 1:1                      |
| 3:5                    | 1:4                    | 0:0                    | 3:4                    | 0:0                    | 1:2                    | 1:1                    |                        | 2:0                    | 1:1                    | FC Gagra Tiflis       | 1:6                      | 0:2                      | 0:0                      | 0:0                      | 1:2                      | 2:1                      | 4:1                      |                          | 1:0                      | 4:3                      |
| 1:2                    | 1:3                    | 2:3                    | 2:1                    | 0:2                    | 2:3                    | 1:2                    | 3:4                    |                        | 2:2                    | FC Schukura Kobuleti  | 2:3                      | 0:6                      | 1:2                      | 2:2                      | 0:0                      | 1:2                      | 0:2                      | 0:9                      |                          | 0:9                      |
| 0:2                    | 1:2                    | 1:2                    | 0:2                    | 0:2                    | 3:3                    | 1:0                    | 1:2                    | 0:2                    |                        | FC Samtredia          | 3:2                      | 1:3                      | 1:2                      | 2:3                      | 2:3                      | 0:0                      | 0:2                      | 3:1                      | 4:2                      |                          |

## Relegation
|                       | Gesamt |                  | Hinspiel | Rückspiel |
| --------------------- | ------ | ---------------- | -------- | --------- |
| FC Gareji Sagaredscho | 1:5    | FC Telawi        | 1:1      | 0:4       |
| FC Samtredia          | 5:4    | FC Spaeri Tiflis | 4:1      | 1:3       |

Alle Vereine blieben in ihren jeweiligen Ligen.